# Fernando Gómez García (profesor)
Fernando Gómez García (Velefique, Almería, España;  18 de enero de 1938 - Granada; 4 de julio de 2000) fue un historiador, profesor e investigador español, conocido más comúnmente, sobre todo en el ámbito docente como Don Fernando. 
Fue el autor del libro Documentos, reflexiones, trabajos y tradición oral para una aproximación a la historia de la villa de Velefique (junio de 2000).

## Biografía y actividad académica
Nace en Velefique (Almería) en 1938, en plena guerra civil española. Pasa su infancia entre Almería capital, su pueblo y varios colegios internos de Córdoba y Málaga.
Con 18 años marcha a Madrid a realizar estudios de Magisterio (Maestro de 1.ª Enseñanza. Escuela de Magisterio “Pablo Montesinos” de Madrid. Cursos 1956 a 1959) y de Educación Física (Profesor de Educación Física. Escuela de Magisterio “Pablo Montesinos” de Madrid. Curso 1959-1960).
Cuando tiene veintiún años muere su padre quedando a su cargo su madre y sus cinco hermanos menores.
Marcha a Granada para trabajar como maestro de primera enseñanza en el Colegio El Doncel, en el barrio del Zaidín, donde desarrollará su trabajo durante toda su vida laboral (1961-1997), exceptuando un último año en el Colegio Jardín de la Reina (1997-1998).
Realiza estudios en la Universidad de Granada obteniendo la titulación de Licenciado en Filosofía y Letras (Sección Historias) durante los cursos 1969 a 1975.
Conjuga su labor como maestro durante el día con la de profesor de Educación Física y Política en horario nocturno en el Instituto Padre Suárez.
Además, entre otras cosas, imparte numerosos cursos de Cultura Andaluza y realiza comunicaciones en jornadas y congresos, publica en diarios, revistas, libros de actas, coordina proyectos de innovación pedagógica y seminarios permanentes, la mayoría de las veces con el tema central de la Innovación Educativa y de la Investigación en el Aula.
Fue miembro del Centro de Profesores y Recursos de Granada y de la asociación Granada Histórica y Cultural.
La Alhambra de Granada, la investigación en el aula, la innovación pedagógica y la cultura andaluza se convierten en sus mayores pasiones.
Escribe el libro Documentos, reflexiones, trabajos y tradición oral para una aproximación a la historia de la villa de Velefique, que edita el Ayuntamiento de dicho pueblo en julio de 2000 pero no llega a ser publicado.
Don Fernando, como se le conocía comúnmente en el ámbito docente, era un maestro con una vocación extraordinaria, ávido de conocimientos, tremendamente innovador, investigador y muy cercano a sus alumnos; era un hombre tranquilo, de una ética inquebrantable, de carácter templado, cuya voz grave y acompasada encandilaba a aquellos que escuchaban sus enseñanzas y explicaciones.
Muere con 62 años (julio de 2000), tras casi diez años de valiente lucha contra el cáncer, al que siempre retaba con su afable y peculiar sonrisa.

## Publicaciones
- Aproximación a la historia de la Villa de Velefique, Fernando Gómez García, Depósito legal BA 385-2000, ISBN 84-607-0845-4, Idioma Castellano, Julio de 2000, Ayuntamiento de Velefique, 260 páginas con ilustraciones. 30 x 21 cm, encuadernación Rústica, género Geografía regional.